# تارو دنیل
تارو دنیل (انگلیسی: Taro Daniel؛ زادهٔ ۲۷ ژانویهٔ ۱۹۹۳) تنیس‌باز اهل ژاپن است.